# Eberhard Wolfgang Giese
Eberhard Wolfgang Giese (* 8. August 1884 in Breslau; † 11. Juli 1968 in Görlitz) war ein deutscher Verwaltungsbeamter bis zum Machtantritt der Nationalsozialisten und Autor. Nach dem Ende des Zweiten Weltkrieges war er erster Nachkriegsstadtrat für Wohlfahrtswesen und Vorsitzender des örtlichen Kulturbundes von Görlitz.

## Leben und Wirken

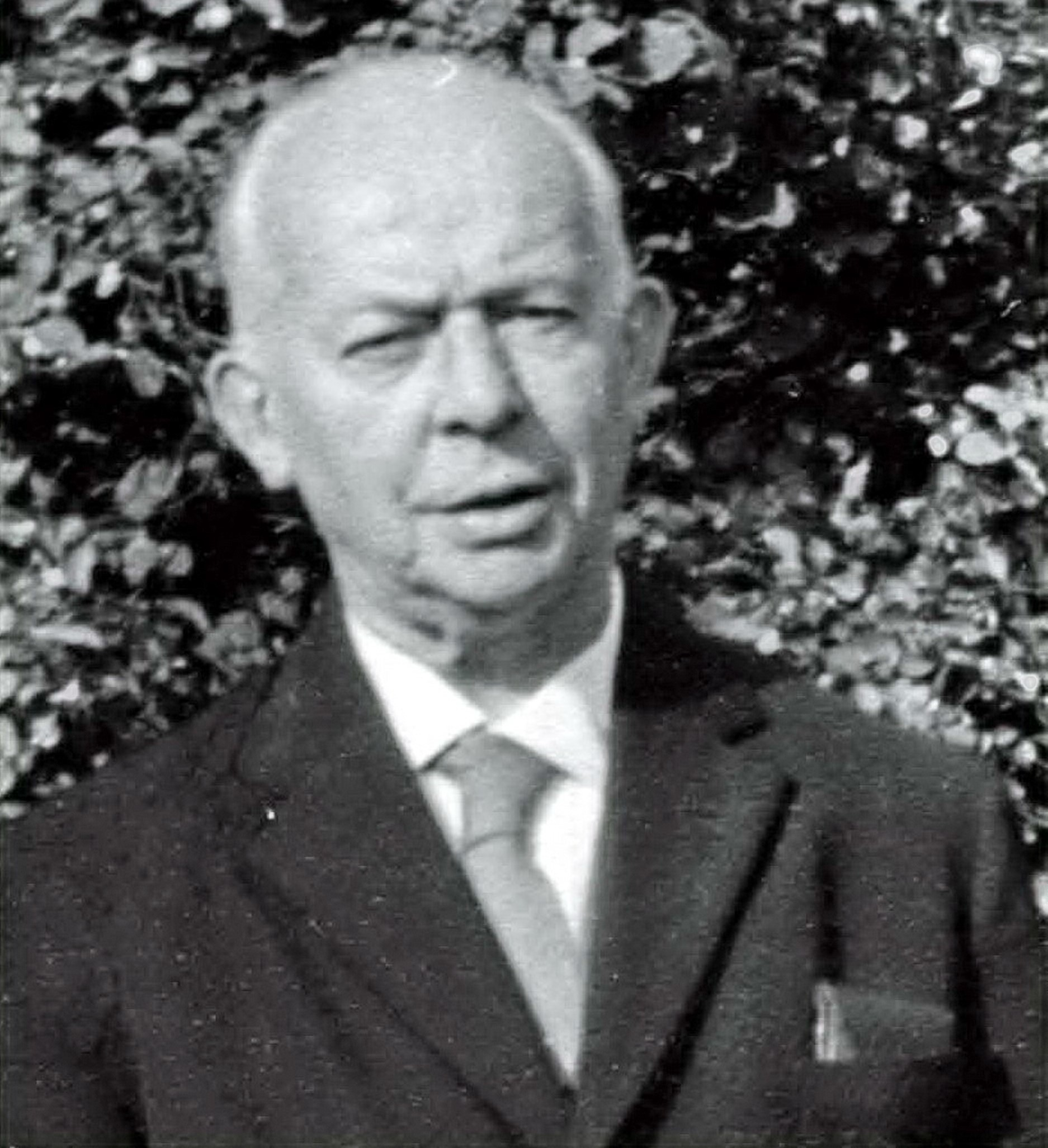
Eberhard Wolfgang Giese

Eberhard W. Giese war nach entsprechender beruflicher Ausbildung zunächst von 1903 an 19 Jahre Stadtinspektor in seiner Heimatstadt Breslau, danach bis 1927 Leiter des Wohlfahrtsamtes in Sprottau und Direktor des Wohlfahrts- und Arbeitsamtes in Waldenburg. Schon seit 1914 befasste er sich auch publizistisch mit sozialen Problemen seiner Zeit wie den Kriegerheimstätten, dem Alkoholmissbrauch und der Jugendhilfe, später in Görlitz mit der Geschichte eines großstädtischen Proletarierhauses. Sein soziales Engagement führte ihn 1919 in die SPD. Der Verwaltungsfachmann wurde 1928 von der Görlitzer Stadtverordnetenversammlung einstimmig zum Direktor des Wohlfahrts-, Jugend- und Gesundheitsamtes gewählt und versah sein Amt bis zur Machtergreifung der Nazis, von denen er in niedere Dienststellung aufs Friedhofsbüro abgeschoben wurde. Geistig überwand er die Zeit des Nationalsozialismus, indem er sich mit seiner Frau Margarete, geb. Klinkhart, einer Zeichenlehrerin am Luisen-Lyzeum, stärker künstlerischen und kulturgeschichtlichen Interessen widmete.
Zwei Tage nach Kriegsende wurde er vom sowjetischen Kommandanten als Stadtrat für Wohlfahrtswesen eingesetzt, dann aber wegen des Vorwurfs des "Sozialdemokratismus" wieder auf das Friedhofsamt versetzt. In der Folgezeit kamen vor allem wieder seine kulturellen und lokalhistorischen Initiativen zum Tragen wie zum Beispiel die im Reichenbacher Turm, auf dem er lange als freiwilliger „Türmer“ wirkte, eingerichtete „Künstlerklause“ und das Buch „Der Türmer erzählt Görlitzer Sagen“. Seine bedeutendste Hinterlassenschaft bleibt das in elf große Folianten gefasste Tagebuch, die Giese-Chronik, ein zeitgeschichtliches Dokument, das persönlich Erlebtes und Dokumentarisches der Jahre 1938 bis 1947 wiedergibt.

## Werke
- Alles halb so schlimm (Komödie), Uraufführung im Stadttheater Ratibor. o. D.
- Auf Wanderweg und Segelhang. Abenteuer einer Jungfliegerschar. Breslau 1935.
- Giese-Chronik 1938–1947 aus dem Nachlass des Alleinerben Dr. Paul-Hermann Opitz im Ratsarchiv Görlitz.
- Stammbuch der Görlitzer Künstlerklause vom 31. Juli 1946. Nach Gieses Tod verschollen. Heute in den Städtischen Sammlungen Görlitz.
- Der Türmer erzählt Görlitzer Sagen. Görlitz-Zittau 1954.